# Helenio Herrera
Helenio Herrera Gavilán, född 10 april 1910 i Buenos Aires, död 9 november 1997 i Venedig, var en argentinsk fotbollstränare, mest känd för sina framgångar med Inter under 1960-talet.
Herrera populariserade catenaccio-systemet.